# Biagio Miraglia
Biagio Miraglia (Strongoli, 15 gennaio 1823 – Firenze, 10 aprile 1885) è stato un presbitero, patriota e poeta italiano.

## Biografia
Figlio naturale di Francesco Saverio Miraglia, un possidente di Cosenza, e di Anna Loria, fece gli studi medi al seminario di Cariati, poi al famoso collegio italo albanese Sant'Adriano di San Demetrio Corone; si laureò in teologia a Napoli e venne infine ordinato sacerdote.
Come poeta Biagio Miraglia si è formato nel cenacolo di giovani poeti calabresi, estremisti in politica e romantici in letteratura che attorno agli anni '40 dell'800 partecipavano al dibattito culturale con Domenico Mauro e Vincenzo Padula. Tipicamente, le sue prime composizioni in versi assumevano i toni della novella byroneggiante ambientata in un cupo paesaggio della Sila.
Repubblicano in politica fece parte della setta "I figli della giovine Italia" fondata da Benedetto Musolino e Luigi Settembrini. Nel 1844 fu condannato a 6 anni di reclusione per adesione ai moti cosentini del 15 marzo 1844 che diedero origine alla spedizione dei Fratelli Bandiera. Evitò il carcere fuggendo all'estero, in Grecia. Dopo aver gettato la tonaca, nel 1848 appoggiò le forze costituzionali e democratiche nelle Due Sicilie dirigendo giornali ("Il Calabrese", "L'Italiano delle Calabrie"), partecipando alla lotta armata in Calabria con Giuseppe Ricciardi e Domenico Mauro e all'insurrezione della Calabria; repressa quest'ultima, condannato a 25 anni di carcere, si recò a Roma dove si batté per la Repubblica Romana (1849) con gli scritti, sul giornale "Il Positivo" e su «Il Monitore romano», e con le armi.
Con l'entrata delle truppe francesi a Roma, il 2 luglio 1849, e la restaurazione del potere papale, Miraglia riparò prima a Genova, dove pubblicò la fortunata "Storia della rivoluzione romana per Biagio Miraglia da Strongoli, esule calabrese" (1850), e poi nel 1853, a Torino, dove divenne segretario del Comitato centrale dell'Emigrazione Italiana. Abbandonò in questo periodo le posizioni repubblicane per avvicinarsi alla monarchia sabauda, come testimoniano "Un fiore di poesia su la tomba di Carlo Alberto" (Torino 1853), il pamphlet "Il Piemonte e la rivoluzione italiana" (Torino 1857) e l'adesione nel 1857 alla Società nazionale italiana
Nel luglio 1860 fu inviato a Napoli dal conte di Cavour, per osservare la situazione partenopea all'indomani della concessione di una nuova costituzione da parte di Francesco II di Borbone. Il 19 settembre 1860, Garibaldi lo nominò direttore del giornale ufficiale di Napoli. Dopo l'unità d'Italia Miraglia avrà importanti incarichi statali : revisore delle opere teatrali per le provincie napoletane (1860), direttore capo di divisione nel Ministero dell'Interno (1863), direttore dell'Archivio di Stato di Roma (1871), sovrintendente agli archivi romani (1874) e prefetto di Pisa (1873) e poi di Bari (1881).

## Opere
- Il brigante : novella calabrese, di Biagio Miraglia da Strongoli. Napoli : Stabilimento Tipografico all'Insegna dell'Ancora, 1844
- La morte di un esule nella giornata del 30 aprile in Roma : ovvero l'Assalto de' Francesi alle mura di Roma : dramma in 2 atti in versi. Torino : tip. Cassone, 1849
- Storia della rivoluzione romana, per Biagio Miraglia da Strongoli esule calabrese. Genova : Giovanni Scarpari editore : Stabilimento Ponthenier, 1850 (on-line)
- Un fiore di poesia su la tomba di Carlo Alberto. Torino : tip. sociale di A. Pons e C., 1853
- Questioni italiane : Napoleone ed i napoleonidi, ovvero cosa significa l'impero? , per Biagio Miraglia da Strongoli. Genova : Ponthenier, 1853 (on-line)
- Cinque novelle calabresi : precedute da un discorso intorno alle condizioni attuali della letteratura italiana, di Biagio Miraglia da Strongoli. Firenze : F. Le Monnier, 1856
- Il Piemonte e la rivoluzione italiana, di Biagio Miraglia da Strongoli. Torino : Tipografia subalpina di Artero e Cotta, 1857 (on-line)
- L' eco della Magna Grecia : poesie, di Biagio Miraglia da Strongoli. Torino : G: Marzorati, 1858 (on-line)
- Canti dell'esilio e scene intime con un saggio di poesie filosofiche ed altre rime, di Biagio Miraglia da Strongoli. Torino : tip. eredi Botta, 1860
- Sull'ordinamento della amministrazione civile e sull'indole della rivoluzione italiana : studii. Torino : Stamp. dell'Unione Tipografico-Editrice, 1863
- Introduzione alla scienza della storia: con altri scritti editi ed inediti. Torino : Stamp. dell'Unione Tipografico-Editrice, 1866 (on-line)
- A Firenze : sonetti. Firenze : Tip. di G. Barbera, 1876
- Versi editi e inediti. In Bologna : presso N. Zanichelli, 1879